# Toxonprucha aglaia
Toxonprucha aglaia là một loài bướm đêm trong họ Erebidae.